# Xestoblatta mamorensis
Xestoblatta mamorensis är en kackerlacksart som beskrevs av Sonia Maria Lopes och de Oliveira 2006. Xestoblatta mamorensis ingår i släktet Xestoblatta och familjen småkackerlackor. Inga underarter finns listade i Catalogue of Life.